# Amitabh Bachchan
Amitabh Bachchan (/əmitaːbʱ bətʃtʃən/; Devanagari: अमिताभ बच्चन) (født 11. oktober 1942 i Allahabad) er en indisk skuespiller. Han er superstjerne i Indien, og er blandt de mest populære Bollywood-skuespillere.
Bachchan startede sin filmkarriere i 1969 med filmen Saat Hindustani. Han er gift med skuespilleren Jaya Bachchan. Parret har to børn sammen – en søn og en datter. Sønnen Abhishek Bachchan er også en kendt indisk skuespiller, det samme gælder datteren Shweta Bachchan-Nanda.
I 2012 spiller han i den Hollywood-filmen Den store Gatsby.